# Route nationale 342
Die Route nationale 342, kurz N 342 oder RN 342, war eine französische Nationalstraße, die von 1933 bis 1973 von Cambrai nach Bavay verlief. Ihre Länge betrug 45 Kilometer.

## N342a
Die N342A war 1933 ein Seitenast der N342 in Cambrai, der als Nordumgehung fungierte. Er wurde im gleichen Jahr noch in N29A und N39A umgenummert, sodass die Nummer N342A für die als  N342B ausgeschilderte Westumgehung von Bavay benutzt werden konnte. Diese trägt seit 1973 die Nummer D942A.

## N342b
Die N342B war 1933 ein Seitenast der N342, der als Westumgehung von dieser bei Bavay abzweigte und zur N49 führte. Im gleichen Jahr erfolgte noch die Umnummerung in N342A.